# Ollie Hancock
Ollie Hancock (Windsor, Berkshire, 25 augustus 1987) is een Brits autocoureur. Hancock is de zoon van historisch autocoureur Anthony Hancock en de jongere broer van sportscarracer Sam Hancock.
In 2009 nam hij deel aan de vernieuwde Formule 2, waarbij hij de verongelukte Henry Surtees verving. Hij reed met auto nummer 44.

## Carrière
- 2003: Klassieke Formule Ford 2000 Winterklasse, team onbekend.
- 2004: Klassieke Formule Ford 2000, team onbekend (1 overwinning, 2e in kampioenschap).
- 2006: Klassieke Formule Ford 2000, team onbekend (3 overwinningen, 2e in kampioenschap).
- 2007: Formule Renault BARC, team Mark Burdett Motorsport (1 overwinning, 3e in kampioenschap).
- 2007: Sports Racing Masters, team onbekend (1 race).
- 2007: World Sportscar Masters, team onbekend (1 race, 1 overwinning).
- 2008: Formule Renault BARC, team Apotex Scorpio Motorsport (5 overwinningen, kampioen).
- 2008: Formule Renault UK Winterseries, team Apotex Scorpio Motorsport.
- 2009: Formule 2, team MotorSport Vision (6 races).
- 2009: Formule Renault UK, team Apotex Scorpio Motorsport (12 races).

## Formule 2-resultaten
| Jaar | 1   | 2   | 3   | 4   | 5   | 6   | 7   | 8   | 9   | 10  | 11     | 12     | 13      | 14     | 15     | 16     | Rang | Punten |
| ---- | --- | --- | --- | --- | --- | --- | --- | --- | --- | --- | ------ | ------ | ------- | ------ | ------ | ------ | ---- | ------ |
| 2009 | VAL | VAL | BRN | BRN | SPA | SPA | BRH | BRH | DON | DON | OSC 10 | OSC 18 | IMO Ret | IMO 11 | CAT 18 | CAT 18 | 25e  | 0      |